# František Neumeister
František Neumeister (2. března 1892 – ???) byl československý politik a meziválečný poslanec Národního shromáždění za Československou sociálně demokratickou stranu dělnickou.

## Biografie
Narodil se v Těchově v okrese Boskovice. Podle údajů z roku 1935 byl profesí tajemníkem Družiny válečných poškozenců, bytem v Praze.
V parlamentních volbách v roce 1929 získal za Československou sociálně demokratickou stranu dělnickou poslanecké křeslo v Národním shromáždění. Mandát obhájil v parlamentních volbách v roce 1935. Poslanecký post si oficiálně podržel do zrušení parlamentu roku 1939, přičemž ještě v prosinci 1938 přestoupil do poslaneckého klubu nově utvořené Národní strany práce.
V roce 1939 byl vyšetřován protektorátním Národním soudem. V témže roce byl zajištěn gestapem. Propuštěn byl na přímluvu prezidenta protektorátu Čechy a Morava Emila Háchy. Na jaře 1945 se stal členem ilegálního Národního výboru v Praze, vytvořeného vojenským velitelstvím Alex pro správu civilních záležitostí v připravovaném celonárodním povstání. V říjnu 1945 byl členem Svazu osvobozených politických vězňů a pozůstalých po obětech nacismu 1939–1945.